# 1981-es Formula–1 belga nagydíj
A belga nagydíj volt az 1981-es Formula–1 világbajnokság ötödik futama.

## Futam
Az edzésen Carlos Reutemann halálra gázolta az Osella csapat technikusát Giovanni Amadeót, emiatt a rajnál a technikusok és a szerelők tüntettek az autók között, nagyobb biztonságot követeltek a boxban dolgozók számára. A mezőny nem tudott elindulni, Ecclestone, Chapman és Williams a pilótákat biztatta: "Induljatok és üssétek el mindet!" A lámpa zöldre váltott amikor még nem mindenki hagyta el a pályát, Stohr nekiment Patrese Arrowsának s az kis híján halálra gázolta Dave Lucket szerelőt.
A versenyen Reutemann nyert, Alan Jones az élről esett ki, Jacques Laffit lett a második a kilencedik helyről, Nigel Mansell pedig a harmadik a tizedik helyről indulva.
| Helyezés | #  | Versenyző             | Csapat/Motor    | Körök | Idő/Kiesés oka | Rajthely | Pontszám |
| -------- | -- | --------------------- | --------------- | ----- | -------------- | -------- | -------- |
| 1        | 2  | Carlos Reutemann      | Williams-Ford   | 54    | 1:16:31,61     | 1        | 9        |
| 2        | 26 | Jacques Laffite       | Ligier-Matra    | 54    | + 36,06        | 9        | 6        |
| 3        | 12 | Nigel Mansell         | Lotus-Ford      | 54    | + 43,69        | 10       | 4        |
| 4        | 27 | Gilles Villeneuve     | Ferrari         | 54    | + 47,64        | 7        | 3        |
| 5        | 11 | Elio de Angelis       | Lotus-Ford      | 54    | + 49,20        | 14       | 2        |
| 6        | 3  | Eddie Cheever         | Tyrrell-Ford    | 54    | + 52,51        | 8        | 1        |
| 7        | 7  | John Watson           | McLaren-Ford    | 54    | + 1:01,66      | 5        |          |
| 8        | 28 | Didier Pironi         | Ferrari         | 54    | + 1:32,04      | 3        |          |
| 9        | 23 | Bruno Giacomelli      | Alfa Romeo      | 54    | + 1:35,58      | 17       |          |
| 10       | 22 | Mario Andretti        | Alfa Romeo      | 53    | + 1 kör        | 18       |          |
| 11       | 14 | Marc Surer            | Ensign-Ford     | 52    | + 2 kör        | 15       |          |
| 12       | 4  | Michele Alboreto      | Tyrrell-Ford    | 52    | + 2 kör        | 19       |          |
| 13       | 31 | Piercarlo Ghinzani    | Osella-Ford     | 50    | + 4 kör        | 24       |          |
| Kiesett  | 6  | Héctor Rebaque        | Brabham-Ford    | 39    | Baleset        | 21       |          |
| Kiesett  | 25 | Jean-Pierre Jabouille | Ligier-Matra    | 35    | Erőátvitel     | 16       |          |
| Kiesett  | 21 | Chico Serra           | Fittipaldi-Ford | 29    | Motorhiba      | 20       |          |
| Kiesett  | 32 | Beppe Gabbiani        | Osella-Ford     | 22    | Motorhiba      | 22       |          |
| Kiesett  | 1  | Alan Jones            | Williams-Ford   | 19    | Baleset        | 6        |          |
| Kiesett  | 8  | Andrea de Cesaris     | McLaren-Ford    | 11    | Sebességváltó  | 23       |          |
| Kiesett  | 5  | Nelson Piquet         | Brabham-Ford    | 10    | Baleset        | 2        |          |
| Kiesett  | 20 | Keke Rosberg          | Fittipaldi-Ford | 10    | Váltó          | 11       |          |
| Kiesett  | 15 | Alain Prost           | Renault         | 2     | Kuplung        | 12       |          |
| Kiesett  | 29 | Riccardo Patrese      | Arrows-Ford     | 0     | Ütközés        | 4        |          |
| Kiesett  | 30 | Siegfried Stohr       | Arrows-Ford     | 0     | Ütközés        | 13       |          |
| Kizárva  | 18 | Derek Daly            | March-Ford      |       |                |          |          |
| Kizárva  | 16 | René Arnoux           | Renault         |       |                |          |          |
| Kizárva  | 17 | Eliseo Salazar        | March-Ford      |       |                |          |          |
| Kizárva  | 9  | Slim Borgudd          | ATS-Ford        |       |                |          |          |
| Kizárva  | 33 | Patrick Tambay        | Theodore-Ford   |       |                |          |          |
| Kizárva  | 36 | Derek Warwick         | Toleman-Hart    |       |                |          |          |
| Kizárva  | 35 | Brian Henton          | Toleman-Hart    |       |                |          |          |

## A világbajnokság élmezőnyének állása a verseny után
| H  | Versenyzők       | Pont | H  | Konstruktőrök | Pont |
| -- | ---------------- | ---- | -- | ------------- | ---- |
| 1. | Carlos Reutemann | 34   | 1. | Williams-Ford | 52   |
| 2. | Nelson Piquet    | 22   | 2. | Brabham-Ford  | 25   |
| 3. | Alan Jones       | 18   | 3. | Arrows-Ford   | 10   |
| 4. | Riccardo Patrese | 10   | 4. | Lotus-Ford    | 8    |
| 5. | Jacques Laffite  | 7    | 5. | Ligier-Matra  | 7    |
| 6. | Elio de Angelis  | 5    | 6. | Renault       | 6    |

## Statisztikák
Vezető helyen:
- Didier Pironi: 12 (1-12)
- Alan Jones: 7 (13-19)
- Carlos Reutemann: 35 (20-54)

Carlos Reutemann 12. győzelme, 5. pole-pozíciója, 5. leggyorsabb köre, egyetlen mesterhármasa (gy, pp, lk)
- Williams 14. győzelme.

Jacques Laffite 100. versenye.
Piercarlo Ghinzani első versenye.